# Fernando Silva Sande
Fernando Silva Sande (Carnota, A Coruña, 1954) va ser un membre de l'organització GRAPO, dels comandos del qual va ser responsable. Va utilitzar l'àlies de "Antón" en l'organització armada.

## Biografia
Silva Sande es va integrar en l'Organització de Marxistes-Leninistes d'Espanya (OMLE), antecessor del Partit Comunista d'Espanya (reconstituït), en 1974. En 1975 va ingressar en el PCE(r). Va treballar un temps a la fàbrica d'armes de la Vega, a Oviedo. Després de diplomar-se en Magisteri, a l'estiu de 1976 va cometre el seu primer delicte, en fugir d'una caserna d'Infanteria de Santiago de Compostel·la, en el qual feia la mili, amb 16 pistolas i tres subfusells. Aquest any es va convertir en el responsable dels GRAPO a Barcelona. El gener de 1977 va participar en el segrest del tinent general Emilio Villaescusa Quilis, president del Consell Superior de Justícia Militar, així com en un atracament a una oficina de la Caixa Postal d'Estalvis a Madrid, en la qual va morir un guàrdia civil i uns altres tres van resultar ferits. Detingut a Barcelona al febrer de 1977, va romandre a la presó fins a maig de 1988. En 1981 va participar en una vaga de fam de presos del GRAPO, en protesta pel règim d'empresonament, pel que va haver de ser traslladat en estat crític des de la presó de Saragossa a l'hospital penitenciari de Carabanchel, a Madrid.
Després de la seva sortida de la presó, a l'agost es va integrar de nou en l'organització terrorista, fent-se càrrec del comando "itinerant" de l'organització. Al seu front participa en diversos atracaments, entre ells el de la sucursal del Banc d'Espanya a Santiago de Compostel·la (març de 1989) en el qual moren dos guàrdies civils, i el de la Delegació d'Hisenda de Gijón (desembre del mateix any), en el qual resulten morts dos guàrdies civils. Detingut un any després, al setembre de 1990 va protagonitzar un intent fallit de fugida de la presó de Cartagena. Com a resultat d'això va ser traslladat de presó, passant per la de Granada, Alcalá-Meco i de nou Granada. El 31 de març de 1992 va aconseguir escapolir-se, tornant a la militància en els GRAPO, Al moment de la seva fugida, es trobava a l'espera de judici per dos assassinats atribuïts als GRAPO: el coronel retirat d'Infanteria Manuel López Muñoz (15 de juny de 1990), i José Ramón Muñoz Fernández, cap de medicina interna de l'Hospital Miguel Servet de Saragossa (17 de març de 1990), que s'havia encarregat d'alimentar contra la seva voluntat a 17 membres del GRAPO en vaga de fam.
L'1 de juliol de 1994, residint a Barcelona, va organitzar el robatori violent a un camió de Prosegur, a Sant Quirze del Vallès col·locant explosius en els baixos del blindat, ferint als tres guàrdies i portant-se un botí de més de 150.000 euros. La seva última acció d'envergadura va ser la seva participació en el segrest, al juny de 1995, de l'industrial saragossà Publio Cordón Munilla, del que mai va tornar a saber-se, a pesar que els GRAPO van afirmar en el seu moment que havia estat alliberat després d'haver-se pagat el rescat. Silva Sande formava part del comando que es va encarregar del segrest i de la custòdia de Cordón en la seva captivitat. Al novembre de 2000 va ser detingut a França al costat d'altres sis membres dels GRAPO, entre ells el "camarada Arenas", cap de l'organització. Condemnat a presó per associació de malfactors amb finalitats terroristes, va ser lliurat temporalment a Espanya en 2005 i extradit definitivament en 2007, i jutjat pel segrest de Publio Cordón, sent condemnat a 28 anys de presó. En diversos judicis es va considerar provat que havia ordenat l'assassinat del coronel López Muñoz (29 anys de presó), el del metge José Ramón Muñoz (30 anys) i que havia participat en l'assalt a un furgó blindat a Vigo en el qual van resultar morts dos vigilants al maig de 2000 (135 anys, després reduïts a 129).
Després de la detenció de Silva Sande a França, va sortir a la llum el seu distanciament de l'organització. D'acord amb la seva advocada, "Silva va renegar en 2000 dels GRAPO després d'un procés de reflexió". En el judici que es va celebrar al gener 2010 en relació amb l'assalt al furgó blindat de Vigo, els seus antics companys van afirmar que Silva Sande havia estat expulsat després de l'assalt, per haver posat en perill la vida de companys. També li van acusar d'haver-hi violat a una de les seves companyes, una altra de ler raons esgrimides per la seva expulsió. L'advocada de Silva Sande va afirmar que les relacions sexuals van ser consentides i que tot es tractava d'una venjança per haver deixat els GRAPO.
A la fi de 2008, Silva Sande es va oferir a col·laborar amb la justícia espanyola per aclarir casos no resolts dels GRAPO. A l'agost havia dirigit un escrit a la Audiència Nacional en el qual demanava perdó a les seves víctimes:
| « | Demano perdó a títol individual per la meva etapa de militant [..] Els fets no es poden canviar, però volgués disculpar-me pel dany i el dolor causat. | » |

També ha qualificat als GRAPO de "secta medieval". Respecte a la seva col·laboració amb la justícia, Silva Sande va declarar que Publio Cordón havia mort durant el seu segrest. D'acord amb les seves declaracions, Cordón hauria mort pocs dies després de ser segrestat, en haver tractat de fugir per una finestra del seu lloc de captivitat, en Bron, en la perifèria de Lió. En el seu intent de fugida, Cordó hauria caigut de la finestra i mort en l'acte. Silva Sande ho hauria enterrat en el bosc, a la zona del Ventor. No obstant això, encara que les policia espanyola i francesa van rastrejar la zona, mai van trobar les restes de l'empresari.